# Procônsul

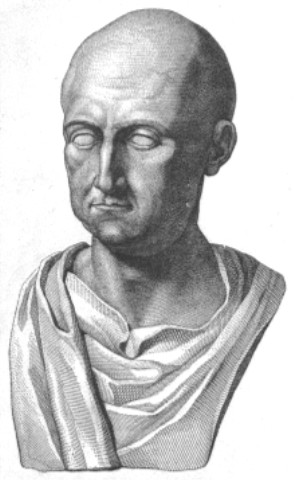
Buste de Cipião Africano;

O procônsul (proconsul, em latim) era o governador de uma província romana.
Na origem, os cargos procuratórios romanos (procônsul, propretor e proquestor) foram uma inovação da República Romana, criados para fornecer generais e governadores provinciais sem a necessidade de eleger mais magistrados a cada ano. Assim, em vez de estabelecer novos cargos de magistratura ordinária para aqueles fins, os romanos preferiam designar cidadãos para agir em nome (pro) de um magistrado eleito. O procônsul agia, portanto, em nome ou no lugar (pro) do cônsul (consul).
Como tudo mais na história da Roma Antiga, a instituição do proconsulado evoluiu com o tempo.

## República
Durante a República Romana, o procônsul era um cônsul cujo imperium era prorrogado por um ano. Tais funcionários serviam principalmente em guerras, quando o número de funcionários regularmente eleitos (cônsules e pretores) não era suficiente para ocupar todos os cargos de generalato do exército; um general bem-sucedido (um cônsul) também podia ser designado procônsul de maneira a manter o seu comando, após o termo de seu consulado.
Com a criação das províncias romanas, competia ao senado nomear os governadores provinciais, o que era feito por meio de senatus consulta que designavam cidadãos romanos quer como procônsules, quer como propretores. Para as províncias mais tranqüilas, o senado nomeava propretores (propraetores, em latim), que haviam exercido a pretura no ano anterior. Para governar as províncias mais difíceis (na fronteira, por exemplo), geralmente com contingentes militares, o senado designava procônsules (proconsules), que haviam servido como cônsul no ano anterior. Em ambos os casos, os funcionários mantinham, nas províncias, o mesmo nível de imperium de que gozavam no ano anterior, como cônsules ou pretores, o que lhes dava uma autoridade quase ilimitada nos assuntos provinciais.

## Principado
A instauração do Império Romano, durante o Principado, não extinguiu completamente o cargo de procônsul (nem de propretor). As províncias romanas foram divididas em duas classes: imperiais e senatoriais.
O Imperador exercia um mandato constitucional excepcional (porém permanente) na qualidade de titular da autoridade proconsular sobre as províncias imperiais, autoridade essa que lhe conferia boa parte de seus poderes (ademais do imperium militar, do poder tribunício e da presidência do senado romano). Com isso, as províncias imperiais eram governadas diretamente pelo Imperador, que designava legados (legati) para administrá-las em seu nome. Em geral, nas províncias com apenas uma legião, o legado governava a província e comandava as tropas com imperium propretoriano. Nas províncias com mais de uma legião, os legados que as comandavam recebiam imperium propretoriano e o governador provincial, ao qual estavam subordinados os demais legados, imperium proconsular.
Os governadores das províncias senatoriais eram indicados pelo senado. Na prática, apenas algumas eram governadas por senadores proconsulares (isto é, com poderes de procônsul), estando as demais sob a autoridade de propretores.

## Dominato
Durante o Dominato, as reformas administrativas de Diocleciano e de Constantino reorganizaram a estrutura provincial do Império, dividindo-o em prefeituras, e estas em dioceses por sua vez subdivididas em províncias ou eparquias. Os governadores destas últimas recebiam títulos diversos - procônsul, corretor provincial, moderador provincial, praeses provinciae etc. Evidentemente, a realidade política do Império naquela altura não era a mesma da época da República e do Principado; com isso, o governador provincial (qualquer que fosse o seu título) perdera muito de sua autoridade (o poder militar, por exemplo, havia passado para funcionários estritamente militares, como o duque e o mestre dos soldados (magister militum)).

## Analogia moderna
Modernamente, usa-se por vezes o termo "procônsul" para referir-se de modo informal a um governador designado por uma potência estrangeira num contexto de colonialismo ou de ocupação militar, de que são exemplos Douglas MacArthur no Japão pós-Segunda Guerra e os administradores civis do Iraque após a invasão americana daquele país em 2003.